# Bursa

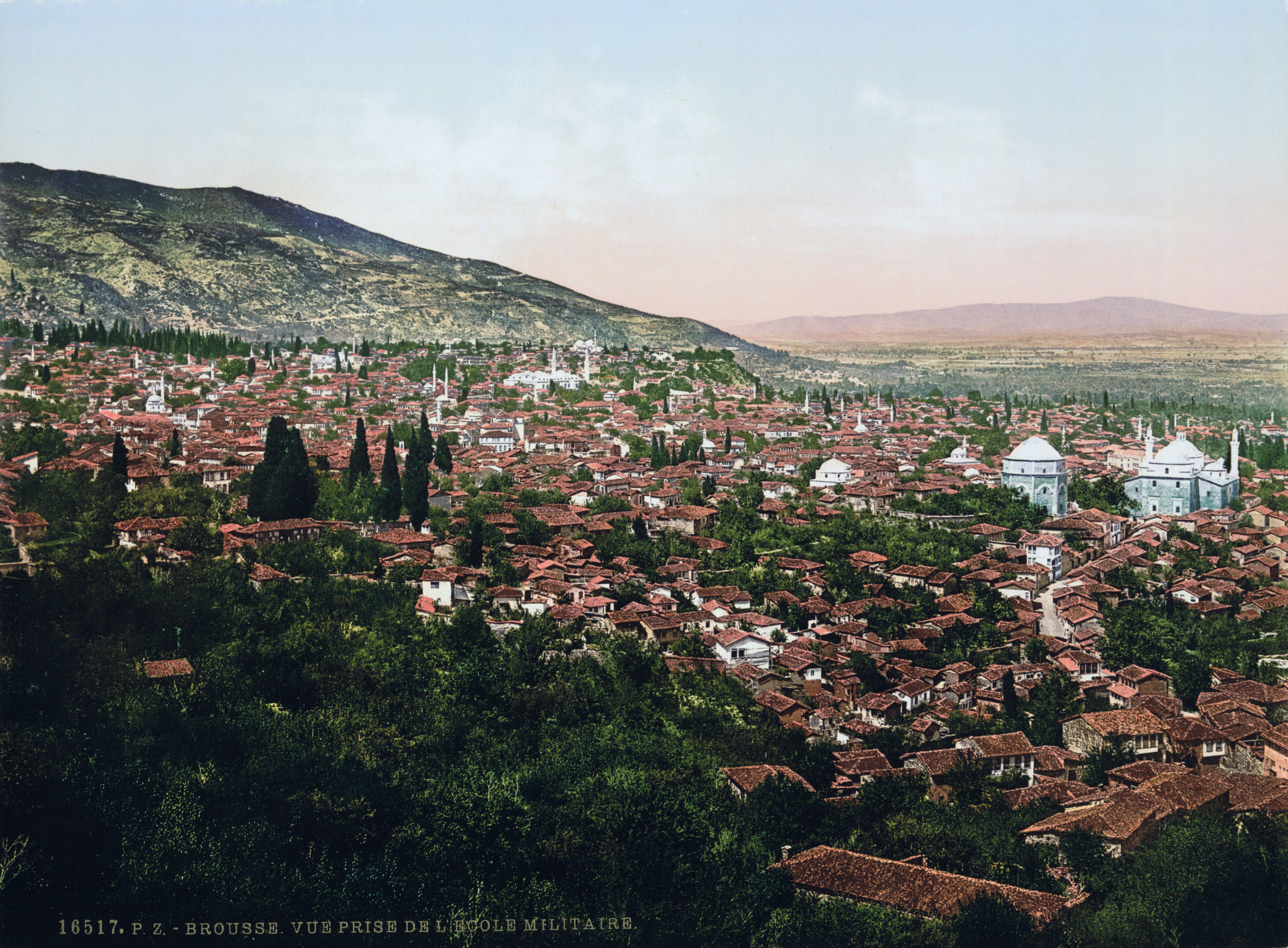
Bursa în 1890

Bursa (din greacă Προύσα, în latină Prusa; învechit: Brusa) este al patrulea oraș ca număr de locuitori din Turcia, cu peste 1.850.000 de locuitori în 2009 și 2.605.495 locuitori în 2010. Orașul este situat la Marea Marmara și este reședința unei provincii din Turcia. 

## Orașe surori
- Darmstadt, Germania (1971)
- Sarajevo, Bosnia și Herțegovina (1972)
- Multan, Pakistan (1975)
- Oulu, Finlanda (din 1978)
- Tiffin, Statele Unite ale Americii (1983)
- Kairouan, Tunisia (1987)
- Denizli, Turcia (1988)
- Anshan, China (1991)
- Bitola, Republica Macedonia (1996)
- Ceadîr-Lunga, Republica Moldova (1997)
- Qyzylorda, Kazakhstan (1997)
- Muaskar, Algeria (1998)
- Kulmbach, Germania (1998)
- Pleven, Bulgaria (1998)
- Plovdiv, Bulgaria (1998)
- Tirana, Albania (1998)
- Košice, Slovacia (2000)
- Vinnița, Ucraina (2004)
- Sofia, Bulgaria
- Pristina, Kosovo (2010)

## Personalități născute aici
- Murad I Hudavendighiar (1326 - 1389), sultan al Imperiului Otoman;
- Mehmed I Celebi (1386 - 1421), sultan al Imperiului Otoman;
- Muazzez İlmiye Çığ (1914 - 2024), arheoloagă;
- Pinar Kür (n. 1943), scriitoare, actriță;
- Mahmut Orhan (n. 1993), producător muzical.